# Elaphoglossum marojejyense
Elaphoglossum marojejyense är en träjonväxtart som beskrevs av Tard. Elaphoglossum marojejyense ingår i släktet Elaphoglossum och familjen Dryopteridaceae. Inga underarter finns listade.